# Biblické panoptikum
Biblické panoptikum je cyklus čtyř jednoaktových komických oper českého skladatele Jiřího Štěpánka. Libreto k němu napsal skladatel podle povídek amerického spisovatele Roarka Bradforda ze dvou sbírek vydávaných v češtině pod názvy Černošský Pán Bůh a páni Izraeliti a Starej zákon a proroci. První tři části – Salome v soudní síni, Nábotova vinice a Baruch, Debora a Filištíni uvedlo plzeňské Divadlo Josefa Kajetána Tyla na scéně Komorního divadla dne 27. prosince 1971. Čtvrtá část, Král David, měla koncertní premiéru 10. prosince 1974 v Západočeském muzeu. Celý cyklus pak byl poprvé uveden 16. května 1981 opět v plzeňském Komorním divadle.

## Vznik a charakteristika opery
Skladatel a hudební pedagog Jiří Štěpánek působil v letech 1948–1960 na Pedagogickém institutu v Karlových Varech a poté dlouhodobě na katedře hudební výchovy Pedagogické fakulty v Plzni. Přitom skládal početné skladby, mimo jiné sérií krátkých komických oper na náměty z povídkových knih Černošský Pán Bůh a páni Izraeliti a Starej zákon a proroci amerického spisovatele Roarka Bradforda. Tyto povídky, jež spočívají v komickém převyprávění biblických příběhů v dialektu a s reáliemi černochů z amerického Jihu, se v českých zemích staly od 30. let 20. století oblíbenými v překladu Josefa Macha. Štěpánek jich postupně zhudebnil pět: Baruch, Debora a Filištíni (1956), Salome v soudní síni (1960), Nábotova vinice (1962), Král David (1972) a samostatně stojící, dosud (2021) neuvedenou operu Tři mládenci v peci atomové (1974).
Premiéra prvních tří aktovek 27. prosince 1971 byla zároveň úvodním představením nově zřízeného operního studia plzeňského Divadla J. K. Tyla, které bylo zřízeno z popudu ředitele divadla Zdeňka Šnaiberga jako experimentální operní scéna a mělo působit v budově Komorního divadla. Zvláštní pochvaly za inscenaci se v tisku dostalo režisérce Inge Švandové(-Koutecké), která jí započala svou dvacetiletou úspěšnou kariéru operní režisérky v Plzni. Štěpánkova hudba byla přijata méně nadšeně; Antonín Špelda v Hudebních rozhledech napsal: „Štěpánkova hudební řeč není snadno přístupná. Je rytmicky výrazná, v melodické invenci poněkud strohá, avšak okořeněná působivým suchým hudebním humorem.“ Zůstalo však při ojedinělém představení a plzeňské operní studio žádnou výraznou činnost nerozvinulo.
Později dokomponovaná aktovka Král David byla veřejnosti poprvé představena na přehrávce Svazu českých skladatelů a koncertních umělců 10. prosince 1974 v sále Západočeského muzea. Antonín Špelda ji tentokráte komentoval takto: „Štěpánkova hudební řeč má dramatický spád, a i když se místy neubrání janáčkovsky vyznívajícím melodickým intonacím, má autor Krále Davida smysl pro jemnou satiru a parodii.“ Vyslovil přitom názor, že by Štěpánkova nyní již tetralogie „neměla zůstat bez pozorné odezvy u našich operních dramaturgů“. Operu Baruch, Debora a Filištíni uvedl Západočeský symfonický orchestr koncertně opět 12. a 22. června 1975 v Plzni a Karlových Varech; tentokrát Špelda mínil, že tato opera „vydala dobré svědectví o Štěpánkově dramatickém citu a o jeho úporném, i když někdy až zdánlivě toporném hledačství ve vedení orchestrálních hlasů“.
Konečně na závěr sezóny 1980/81 byla celá tetralogie uvedena jevištně v regulérní inscenaci komorní scény plzeňského divadla. V deníku Pravda recenzoval dílo opět Antonín Špalda. Ocenil uvedení Štěpánkových aktovek divadlem, vyjádřil však obavy, že „na širší posluchačskou obec […] klade Štěpánkova novinka značné nároky“ a že může diváka odradit. Ocenil Štěpánkův smysl pro hudební humor a satiry, jakož i účelné zapojení prvků jazzové hudby a spirituálů. Připomněl však, že vokální linie jsou vedeny přísně deklamačně, nikoli zpěvně, a jsou zejména kvůli nezvyklým intervalovým postupům pěvecky obtížně zvladatelné. Orchestrace, v níž je důraz kladen na dechové nástroje, podle něj hlasy často překrývá a měla by být změkčena, aby byla zachována srozumitelnost textu.
Mimo Plzeň Štěpánkovo Biblické panoptikum zájem nevzbudilo. Muzikoložka Jarmila Brožovská je při bilancování operní tvorby první poloviny 80. let 20. století pro časopis Scéna považovala za okrajové dílo a o Štěpánkovi prohlásila, že má „význam spíše regionální“. V Plzni ani jinde již Biblické panoptikum ani jeho jednotlivé části uvedeny nebyly.

## Osoby a první obsazení
| osoba                      | hlasový obor     | premiéra (27. prosince 1971 / 10. prosince 1974*) | souborná premiéra (16. května 1981)  |
| -------------------------- | ---------------- | ------------------------------------------------- | ------------------------------------ |
| Salome v soudní síni       |                  |                                                   |                                      |
| Salome                     | soprán           | Eva Pechánková                                    | Helena Buldrová / Zuzana Pavlová     |
| Pilát                      | baryton          | Karel Křemenák                                    | Karel Křemenák                       |
| Pilátův synáček            | dětská role      | Šárka Klátilová                                   | …                                    |
| Král David*                |                  |                                                   |                                      |
| Král David                 | bas              | Miloslav Podskalský                               | Václav Florian / Oldřich Wieser      |
| Absolon                    | tenor            | Jiří Fuchs                                        | Jan Janda / Jiří Langmajer           |
| Paní Khonkubínová          | alt              | Ivanka Malinová                                   | Ivanka Malinová / Libuše Neubarthová |
| Nábotova vinice            |                  |                                                   |                                      |
| Achab                      | bas              | Jaroslav Kantor                                   | František Havelka / Aleš Hendrych    |
| Jezabel                    | soprán           | Miloslava Šeflová                                 | Taťána Bublíková / Lenka Kolářová    |
| Nábot                      | tenor            | Jiří Novotný                                      | Jiří Pavlíček                        |
| Baruch, Debora a Filištíni |                  |                                                   |                                      |
| Baruch                     | tenor            | Oldřich Černoch                                   | Jiří Novotný                         |
| Debora                     | soprán           | Libuše Bláhová                                    | Karolina Hromádková / Alena Žáková   |
| Filištín                   | baryton          | Josef Beneš                                       | Stanislav Kotyza / Vilém Míšek       |
| Dirigent:                  | Dirigent:        | Jan Doležal / Ivo Pavelka*                        | Jiří Malát                           |
| Režie:                     | Režie:           | Inge Švandová-Koutecká                            | Inge Švandová-Koutecká               |
| Scéna a kostýmy:           | Scéna a kostýmy: | Vlastimil Koutecký                                | Vlastimil Koutecký                   |

## Děj

### Salome v soudní síni
Ke starému soudci Pilátovi přichází do soudní síně „girl z dancingu“ Salome. Žádá Piláta, aby propustil kazatele Jana Křtitele, který ji přesvědčil, aby tancování zanechala. Ale Pilátovi se to nelíbí a nemá v úmyslu jí vyhovět. Salome se proto roztančí a postupně ze sebe strhává šestery šaty. Pilát ji fascinovaně sleduje a je konečně rozohněn. Tu Salome sama tanec skončí a fňuká, že to její snaha byla marná, a chce odejít. Pilát ji nyní přesvědčuje, aby zůstala, i když se pořád zdráhá vyhovět její prosbě. Nakonec přistoupí na sázku: nechť Salome pokračuje v tanci, a pokud se prokáže pravdivost jejího tvrzení, že její sedmé šaty jsou skutečně ty poslední, propustí jejího kazatele. Salome se dá do tance, začíná rozpínat knoflíčky na zjevně posledních šatech – a v tom přiběhne Pilátův synek se zprávou, že paní Pilátová obesílá svého muže k obědu. Rozmrzelý Pilát se musí podrobit.

### Král David
Král David, známý sukničkář a nyní již stárnoucí muž, začal před nedávnem v noci údajně objíždět a kontrolovat ploty. Jeho synovi Absolonovi se to nezdá, a když jednoho večera David zůstane doma, vyvede Absolon otcova mezka a nechá se jím zavézt, kam zvíře zamíří. Mezek ho zavede k pohledné vdovičce paní Khonkubínové. Ta je překvapena, že nepřijel král, ale uvítá mladého muže s nemenší přízní. V nejlepším je však vyruší král David, který přece jen dorazil. Absolon se stačí před otcem vytratit. David je podezřívavý, protože před domem našel svého mezka, ale paní Khonkubínová ho uchlácholí, a když na druhý pohled na dvorku žádný mezek není (Absolon na něm mezitím odjel), namluví mu, že je to jen nějaký omyl. Ráno na cestě od vdovy však David narazí na Absolona, který se zachytil za vlasy na stromě a zůstal viset. David pochopí, co se událo, a vyplatí záletného syna holí.

### Nábotova vinice
Izraelský král Achab a královna Jezabel jsou velmi bohatí a velmi hříšní, ale štěstí jim to nepřináší. Jezabel si přeje každou chvíli něco jiného – šaty, šperky – ale tuhle potkala chudého, ale zjevně spokojeného a bezstarostného člověka jménem Nábot, který si vychvaloval svou znamenitou vinici. Jezabel sice stejně jako Achab ani neví, co to vinice je, ale musí ji mít. Achab se tedy vydá za Nábotem, aby královně vinici koupil, ale ten Achabovy nabídky odmítá a nechce svou vinici prodat za žádné peníze. Když se Achab vrátí s nepořízenou, Jezabel mu ztropí scénu a trvá na tom, že je-li její choť muž a král, musí vinici získat jakýmikoli prostředky. Achab proto vyrukuje na Nábota s pistolí v ruce a střelí po něm; nato ho nutí, aby mu vinici vydal. Nábot ví, že už na vinici sám pracovat nebude, a přenechává ji králi; vysmívá se mu však, protože si nedokáže představit, jak ji chce král obdělávat. Achab se teprve teď dozvídá, že vinice je něco, co vyžaduje tvrdou a soustavnou práci, a je z nově nabytého majetku sklíčen. Když se vrátí domů, Jezabel se mezitím rozmyslila: namísto vinice by chtěla nové náušnice…

### Baruch, Debora a Filištíni
Za soudce nad Izraelity byl Hospodinem ustanoven Baruch s hlavním úkolem bránit se proti Filištínům, ale Baruch je příliš obezřetný a do boje s Filištíny se jemu ani zhýralému izraelskému lidu nechce. Soudce se raději věnuje namlouvání fešné a rázné vdovy Debory. Ta není k jeho lichotkám hluchá, ale vysmívá se mu, že se Filištínů bojí, a odmítá ho, dokud se nepochlapí. Když si Baruch neví rady, přijde Debora na nápad: při nejbližší slavnosti dámského spolku si postaví stánek a bude lidem předpovídat budoucnost. – Tak se i stane. Ale Baruch obstaral Deboře kladivo a pořádné hřebíky, a kdykoli do stanu vstoupí nějaký Filištín, Debora ho přiměje, aby zavřel oči, načež mu zatluče do hlavy hřebík. Brzy je po Filištíních, Baruch a Debora jásají.  Ale i když má Debora jinou představu, v manželství podle Božího zákona její zásluhy málo platí – tam musí být poslušna muže svého…